# Gostiya iz buduschego
Invitada del Futuro (en ruso: Гостья из будущего) es una miniserie televisiva soviética de 1985 de ciencia ficción emitida en cinco partes. La película está dirigida por Pavel Arsenov y está basada en la novela infantil de Kir Bulychov Dentro de cien años (Сто лет тому вперëд, 1977).
El argumento sigue a Alisa Seléznyova, una joven del futuro que viaja al presente, mientras que al mismo tiempo otros dos chicos realizan el viaje en viceversa.
La serie tuvo una gran acogida en la Unión Soviética, y a menudo suelen proyectar reposiciones.

## Argumento

### 1.ª parte
Kolya y Fima (Aleksei Fomkin y (Illya Naumov) son dos escolares que siguen los pasos de una extraña mujer a una casa abandonada, pero cuando llegan la mujer ha desaparecido, sin embargo descubren un sótano vacío en el que aparece una puerta secreta que les lleva a una sala con un extraño aparato similar a un mando a distancia.
Cuando la curiosidad le invade, Kolya empieza a tocar varios botones y es trasladado a otro lugar que resulta ser un centro de investigación temporal en la que los empleados son capaces de viajar al pasado y volver a su época cuando dejan unos artefactos diseñados por Werther (Yevgeni Gerasimov), un androide que está enamorado en secreto de Polina (Elena Metyolkina): la mujer a la que los niños han estado siguiendo. Kolya decide explorar por los alrededores hasta que es descubierto por Werther mientras hacía inventario, tras pillarle, supone que Polina le ha traído consigo misma. Por otro lado Kolya descubre que ha viajado hasta el siglo XXI.
Tras pensar qué hacer con él, decide devolverlo a su época, por su parte Kolya le convence para que le deje contemplar el futuro en el que descubre la teletransportación, una raza de humanoides y vuelos espaciales y antigravitatorios aparte de conocer a Pavel (Vladimir Nosik), un abuelo de 130 años intrigado por el uniforme escolar de los años 1980 del joven.

### 2.ª parte
Tras llegar al puerto espacial, Kolya intenta sin éxito adquirir un billete para un vuelo interplanetario. Sin embargo consigue embarcar tras unirse a un grupo de alumnos que presentan sus proyectos de lanzadera. Allí descubre que dos de los empleados de la empresa son dos alienígenas que emergen de un embalaje. De nuevo en la sala de espera vuelve a encontrarse con Pavel (quien en un futuro próximo será el suegro de Polina) y el cual le explica lo que vio, aunque lo achaca a sus fantasías infantiles, para demostrárselo le presenta al Profesor Seleznyov (Yuri Grigoryev): director del zoo interplanetario en donde el joven vuelve a encontrarse otra vez con los mutantes. Sin embargo estos alejan a Pavel del grupo y dejan a Kolya aturdido por la escena, no obstante este resulta ser un prototipo falso de Pavel, el cual presenta al profesor como un científico amigo.
Enseguida, el "científico" empieza a mostrar un interés sospechoso por un lector cerebral llamado "Myelophon" y comenta que Alisa (Natalya Guseva) tiene el aparato en el zoo. Al mismo tiempo, Kolya no le quita ojo al "verdadero" Pavel, el cual le revela que los alienígenas son en realidad piratas espaciales y que Alisa se encuentra en peligro por lo que le pide que la encuentre antes que los otros. Mientras, los piratas, con un nuevo disfraz consiguen hacerse con el aparato hasta que Kolya con la ayuda de un hombre y una cabra parlante recuperan el artilugio y escapan en el tiempo. Tras volver al centro, Kolya activa la máquina mientras Werther decide sacrificarse para detener a los piratas, los cuales le siguen hasta el pasado (años 80).
Al mismo tiempo, Alisa atrapa a los alienígenas y al igual que el chico, esta retrocede con él, sin embargo y al no estar acostumbrada a la época, es atropellada por un coche. En el momento de reencontrarse con Fima, este le sugiere hacer algo con el myelofon. Por otro lado, los piratas optan por resguardarse dentro de la casa y esperar.

### 3.ª parte
En el hospital, Alisa se recupera de las heridas y finge tener amnesia para no desvelar su procedencia de origen, sin embargo habla sobre el lenguaje de los delfines y las frutas exóticas. Su compañera Yuliya (Mariyana Ionesyan) cree que está inventándose historias, aunque reconoce gustarle. De noche, Kolya y Fima entran al sótano de la casa, pero descubren que la puerta está bloqueada por lo que deciden volver, sin embargo caen en una emboscada de los piratas de la que salen por poco. Por otro lado, Alisa le confiesa a Yuliya que procede del futuro y que asistirá al mismo colegio cuando de pronto son interrumpidos por los propios alienígenas, los cuales han adoptado la forma del padre del médico y de su padre, pero cuando son incapaces de encontrar el aparato deciden marcharse.
A la mañana siguiente salen del centro médico a primera hora del día y huyen a casa de Yuliya en donde conoce por primera vez a Fima. La joven del futuro les cuenta que Kolya tiene el aparato que están buscando y que este se encuentra en peligro, por lo que tanto las chicas como los chicos salen por su propio camino, sin embargo estos últimos empiezan a a volverse paranoicos. Por otro lado, uno de los piratas regresa al hospital pero se encuentra la habitación vacía, aun así da con la dirección de Yuliya. La abuela de Yuliya (Lyudmila Arinina) decide matricular a Alisa en el colegio de su nieta con la esperanza de dar con Kolya, puesto que en el centro educativo hay tres y esta desconoce el apellido. Mientras, los alienígenas descubren donde están las jóvenes y mantienen un cerco.

### 4.ª parte
Alisa no tarda en integrarse en su nuevo colegio. Mientras Fima se pregunta si esta sería capaz de matar a su amigo con tal de que nadie sepa nada del myelfon ni de los viajes en el tiempo y le explica a Kolya los peligros que pueden acarrear los universos paralelos. Enseguida los piratas controlan a su antojo a las alumnas y empieza una cacería para dar con el verdadero objetivo (puesto que hay tres réplicas del mismo Kolya), sin embargo Fima reconoce a su amigo y le salva mediante una estratagema en el que cuenta una historia romántica.
Tras huir, se esconde en un parque, mientras que las chicas no comprenden por qué ninguno de los tres se parecía al verdadero. Más tarde, en clase de gimnasia, Alisa sorprende a sus compañeros con un gran salto que atrae, no solo la atención de un cazatalentos juvenil, sino de los propios piratas que pretenden secuestrarla, pero fracasan en el intento cuando el hombre le pide a Alisa que le muestre más habilidades. Por otro lado las chicas llegan a casa y descubren que están cercadas por los piratas, los cuales se hacen pasar cada uno por un adulto para salir al día siguiente.
Debido a los fracasos anteriores, engañan a otro alumno para que les muestre la entrada trasera del colegio. Mientras Kolya esconde el Myelofon en la cartera de su compañera Yuliya. Cuando uno de los piratas adquiere la apariencia de una profesora, "esta" llama a Alisa para registrarle la cartera, pero cuando la verdadera tutora se encuentra frente a su réplica pierde el conocimiento. Aprovechando el incidente, Kolya confiesa ser el único que sabe dónde está el aparato y salen huyendo en una persecución, sin embargo este es secuestrado mientras un testigo que contempla la escena aparece aterrorizado.

### 5.ª parte
En un intento por rescatarle, sigue a los piratas sin éxito. Los demás compañeros intentan ayudar en la búsqueda, incluyendo Yuliya, la cual les cuenta el secreto de Alisa. Enseguida empiezan a preocuparse por lo que puedan estar haciendo a Kolya para que les diga donde está el aparato. Mientras Fima cree que está en su casa y se marcha antes de que los piratas lleguen antes. Los demás niños buscan por el edificio en el que Alisa perdió la pista del joven. Mientras, Yuliya descubre el Myelofon y los demás deciden utilizarlo para escanear los alrededores y leer la mente del único testigo que los vio. Finalmente descubren que dos hombres se llevaron a un niño a una casa abandonada y se dirigen in situ al lugar.
Allí, los alienígenas retienen y torturan al joven hasta que descubren que Alisa tiene el ansiado aparato. Uno de ellos consigue distraer a la mayoría, mientras que el otro atrae a la joven a la casa y ve a su amigo inconsciente y se pone a su lado, momento que aprovecha el alienígena para quitarle el artilugio. Cuando el pirata la amenaza, ella consigue tirarle a través de una ventana, mientras que el otro alien coge el artilugio y trata de volver a su época, sin embargo la máquina del tiempo sigue bloqueada.
Los niños aprovechan para abalanzarse sobre él, pero cuando este dispara mediante un láser, los jóvenes retroceden. Justo en el preciso momento entra en escena Polina con una orden de arresto, pero cuando disparan contra ella, su escudo de fuerza crea un efecto rebote que paraliza a los alienígenas. Una vez consigue hacerse con el aparato, Alisa se despide de sus amigos no sin antes decirles que "serán el futuro" al tiempo que se cierra el cuarto secreto.

## Reparto
- Natalya Guseva es Alisa Seléznyova.
- Aleksei Fomkin es Kolya Gerasimov.
- Maryana Ionesyan es Yulya Gribkova.
- Ilya Naumov es Fima Korolyov.
- Georgi Burkov es Alik Borisovich.
- Yevgeni Gerasimov es Robot Werther
- Valentina Talyzina es Mariya Pavlovna.
- Natalya Varley es Marta Erastovna.
- Elena Metyolkina es Polina.
- Vladimir Nosik es Abuelo Pavel.
- Vyacheslav Nevinnyy es Pirata espacial Veselchak U.
- Mikhail Kononov es Pirata espacial Krys.
- Lyudmila Arinina es Abuela de Yuliya.
- Yuri Grigoryev es Pr. Seleznyov
- Mariya Sternikova es Shurochka.
- Andrei Gradov es Ishutin.
- Inna Churkina es alumna.